# Brétigny (Oise)
Brétigny é uma comuna francesa na região administrativa de Altos da França, no departamento de Oise. Estende-se por uma área de 5,16 km². Em 2010 a comuna tinha 424 habitantes (densidade: 82,2 hab./km²).